# Itaballia marana
Itaballia marana is een vlinder uit de onderfamilie Pierinae van de familie van de witjes (Pieridae).
De wetenschappelijke naam van de soort werd in 1844 gepubliceerd door Edward Doubleday.